# Пцим
Пцим (пол. Pcim) — село в Польщі, у гміні Пцим Мисленицького повіту Малопольського воєводства.
Населення — 5327 осіб (2011).

## Демографія
Демографічна структура станом на 31 березня 2011 року:
|          | Загалом | Допрацездатний вік | Працездатний вік | Постпрацездатний вік |
| -------- | ------- | ------------------ | ---------------- | -------------------- |
| Чоловіки | 2697    | 671                | 1790             | 236                  |
| Жінки    | 2630    | 646                | 1488             | 496                  |
| Разом    | 5327    | 1317               | 3278             | 732                  |